# Щербак, Николай Николаевич
Николай Николаевич Щербак (1927—1998) — советский и украинский герпетолог, основатель украинской школы герпетологии. Описал несколько новых таксонов амфибий и рептилий.

## Биография
Родился 31 октября 1927 в Киеве.
С 1945—1948 годах учился в Киевском государственном университете на биологическом факультете. В 1948 году осужден «Особым совещания» по статьям 54-1а и 54-11 Уголовного кодекса УССР и до 1954 года отбывал наказание в Дубравлаге (Мордовия, Потьма) (заключенный № М-995).
С 1955 по 1957 продолжил обучение в Киевском университете.
С 1958 года — старший лаборант отдела зоологии позвоночных Института зоологии АН УССР. В том же году совершил свой первый экспедиционный выезд в Ленкоранский низину (Азербайджан) для сбора материала для Зоологического музея. В 1959—1962 годах — аспирант отдела зоологии позвоночных Института зоологии АН УССР. В 1963 году в Ленинградском университете защитил кандидатскую диссертацию на тему «Герпетофауна Крыма и её зоогеографический анализ». Получил степень кандидата биологических наук. С 1964 года — старший научный сотрудник отдела зоологии, руководитель неструктурного подразделения Зоологического музея, с 1965 года — заведующий отделом Института зоологии. В 1967 году в Зоологическом музее была открыта новая экспозиция, созданная под руководством и при участии Николая Щербака. В 1972 году в Институте зоологии АН УССР защитил докторскую диссертацию на тему «Ящерицы рода Eremias Палеарктики». В 1973 году ему было присвоено звание доктора биологических наук. В 1977 году награждён Премией АН УССР имени Д. К. Заболотного за цикл работ «Систематика, экология и паразитофауны пресмыкающихся Палеарктики».
В 1982 году ему было присвоено звание профессора, в 1987 году — почетное звание «Заслуженный деятель науки УССР».
25 ноября 1992 избран членом-корреспондентом Академии наук Украины.
Умер 27 января 1998 года в 70-летнем возрасте в Киеве. Похоронен вместе с женой на Байковом кладбище (участок № 52).

## Семья
- Брат — Юрий ( р. 1934),  писатель, сценарист, эпидемиолог, публицист, политик, эколог и дипломат.

## Основные работы
Всего список работ Щербака Н. Н. включает 232 научные работы и 90 научно-популярных публикаций.
- Щербак Н. Н. Земноводные и пресмыкающиеся Крыма. — Киев: Наукова думка, 1966. — 240 с.
- Щербак Н. Н. Ящурки Палеарктики. — Киев: Наукова думка, 1974. — 265 с.
- Банников А. Г., Даревский И. С., Рустамов А. К., Щербак Н. Н. Определитель земноводных и пресмыкающихся фауны СССР. — М.: Просвещение, 1977. — 416 с.
- Щербак Н. Н., Щербань М. И. Земноводные и пресмыкающиеся Украинских Карпат. — Киев: Наукова думка, 1980. — 268 с.
- Еремченко В. К., Щербак Н. Н. Аблефаридные ящерицы фауны СССР и сопредельных стран. — Фрунзе: Ылым, 1986. — 172 с.
- Голубев М. Л., Щербак Н. Н. Гекконы фауны СССР и сопредельных стран. — Киев: Наукова думка, 1986. — 232 с. DjVu, 48 Mb
- Щербак Н. Н. Разноцветная ящурка. — Киев: Наукова думка, 1993. — 237 с.
- Щербак Н. Н. Каталог африканских ящурок. — К.: Наукова думка, 1975. — 84 c.
- Szcerbak N. N. Guide to the reptiles of the Eastern Palearctic. — Malabar, Florida: Kreiger Publishing Co., 2003. — 260 с.
- Szcerbak N. N. Grundzuge einer herpetogeographischen Gliederung der Palaarktis // Vertebrata Hungarica. — 1982. — T. 21. — P. 227—239.
- Szcerbak N. N. Handbuch der Amphibien und Reptilien Europas. 1. Echsen. 1. Acad. Verl. Wiesbaden. 1981. — S. 37-47, 75-83, 432—460. 31 Schlangen (Serpentes) Aula — Verlag. Wiesbaden. 1993 S. 83-96, 167—175, 295—316, 373—396, 431, 5453.
- Szcerbak N. N., Golubev M. Gecko fauna of the USSR and contiguous regions // Contributions to Herpetology, 1996. V. 13. Soc. for the study of Amphibias and Reptiles (SSAR). Ithaca. New-York. — 233 p.
- Szcerbak N. N. Zoogeographic Analysis of the Reptiles of Turkmenistan // Monographiae Biologicae. 72. Biography and Ecology of Turkmenistan. V. Fet et K. I. Atamuradov (ed.). 1994. Kluger Acad. Publ. Dordrecht, Boston, London. — P. 307—328.
- Szcerbak N. N. Guide to the Reptiles of Eastern Palearktic. — Malabar, Florida Krieger Publ. Co. 2003. — 260 p.

## Описанные таксоны

#### Амфибии
- Подвид Bufo viridis asiomontanus Pisanez et Szczerbak, 1979
- Вид Bufo shaartusiensis Pisanez, Szczerbak et Mezhzherin, 1996

#### Рептилии
Роды:
- Asymblepharus Jeriomtschenko et Szczerbak, 1980
- Carinatogecko Golubev et Szczerbak, 1981
- Tenuidactylus Szczerbak et Golubev, 1984

Подроды:
- Mediodactylus Szczerbak et Golubev, 1977
- Pareremias Szczerbak, 1983
- Tenuidactylus Szczerbak et Golubev, 1984
- Altiphylax Jeriomtschenko et Szczerbak, 1984
- Mesodactylus Szczerbak et Golubev, 1984

Виды:
- Gymnodactylus turcmenicus Szczerbak, 1978
- Eremias andersoni Darewskii et Shcherbak, 1978
- Tropiocolotes levitoni Golubev et Szczerbak, 1979
- Gymnodactylus mintoni Golubev et Szczerbak, 1981
- Alsophylax tokobajevi Jeriomtschenko et Szczerbak, 1984
- Alsophylax boemei Szczerbak, 1991
- Gonydactylus paradoxus Darevski et Szczerbak, 1997

Подвиды:
- Lacerta saxicola darevski Szczerbak, 1962
- Eremias arguta potanini Szczerbak, 1970
- Eremias przewalskii tuvensis Szczerbak, 1970
- Eremias strauchi kopetdagica Szczerbak 1972
- Eremias scripta pherganensis Szczerbak et Vashetko, 1973
- Eremias multiocellata bannicowi Szczerbak 1973
- Tenuidactylus caspius insularis Achmedov et Szczerbak,1978
- Teratoscincus scincus rustamovi Szczerbak, 1979
- Phrynocephalus rossikowi shammakowi Goludev et Szczerbak, 1979
- Phrynocephalus guttatus kalmykus Badmajeva et Szczerbak, 1983
- Eumeces taeniolatus arabicus Szczerbak, 1990
- Eumeces taeniolatus parthianicus Szczerbak, 1990
- Vipera lebetina cernovi Szczerbak et Shikin, 1992